# Bor (Tachovi járás)
Bor (más néven Bor u Tachova) település Csehországban, a  Tachovi járásban.  Lakosainak száma 5132 fő (2024. január 1.).

## Fekvése
Bor Stráž, Staré Sedlo, Planá, Tisová, Kladruby, Benešovice, Černošín, Staré Sedliště, Přimda, Kočov és Ošelín településekkel határos.

## Népessége
A település lakosságának változását az alábbi diagram mutatja:
| Lakosok száma | 5181 | 5422 | 5401 | 2970 | 3832 | 3961 | 4201 | 4306 | 4403 | 5132 |
|               | 1869 | 1890 | 1921 | 1950 | 1980 | 2001 | 2017 | 2019 | 2022 | 2024 |

## Képgaléria

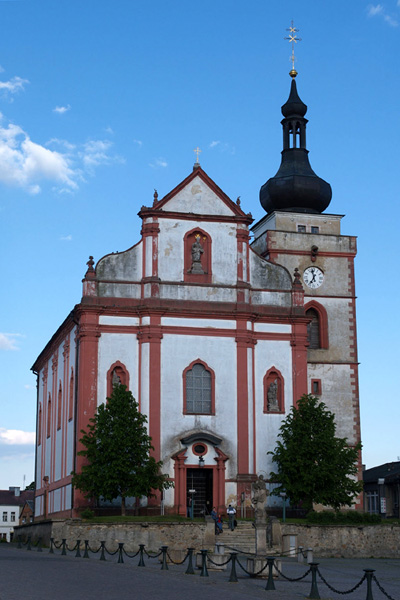
A Szent Miklós-templom
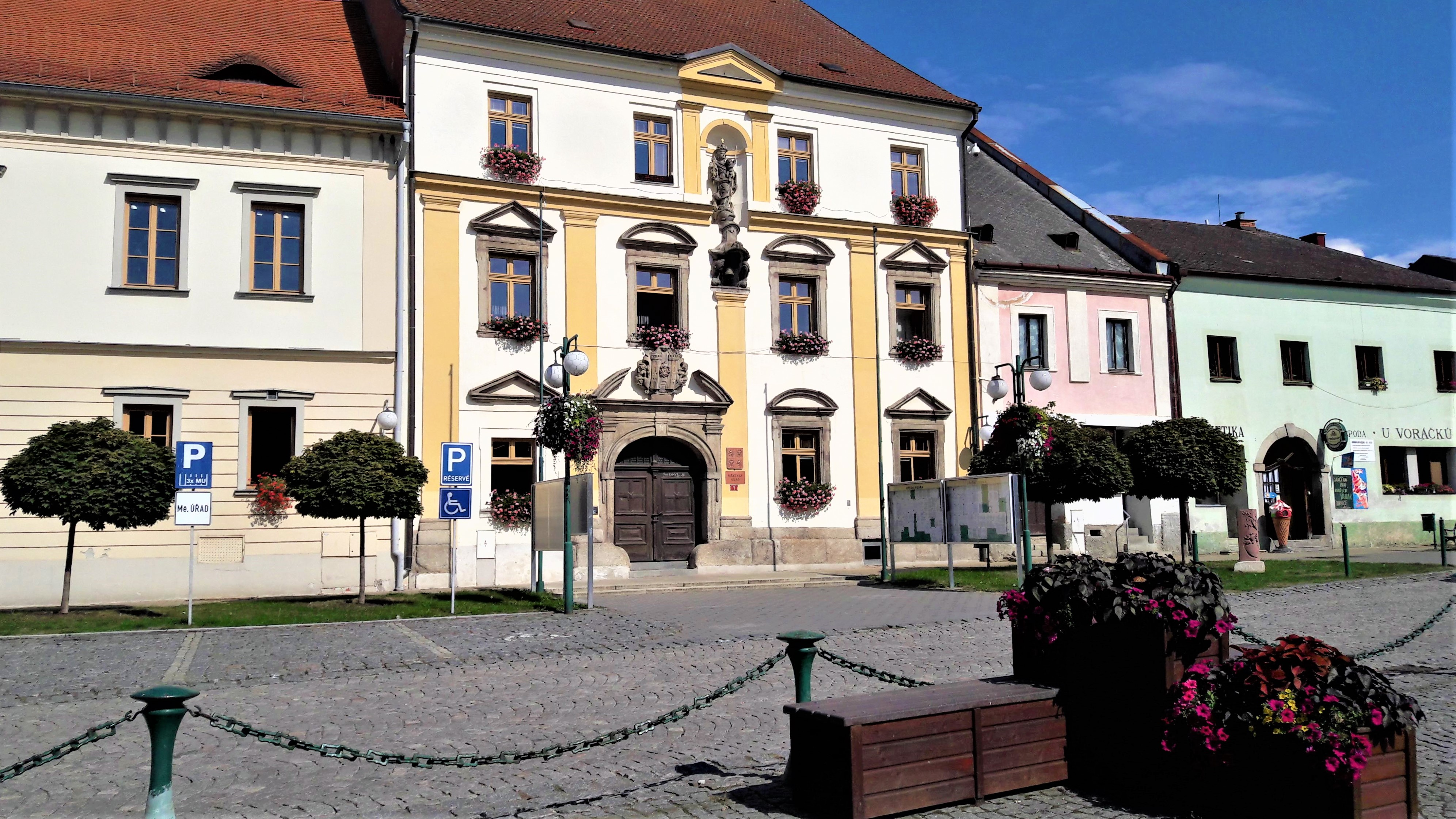
A Náměstí Republiky a városházával
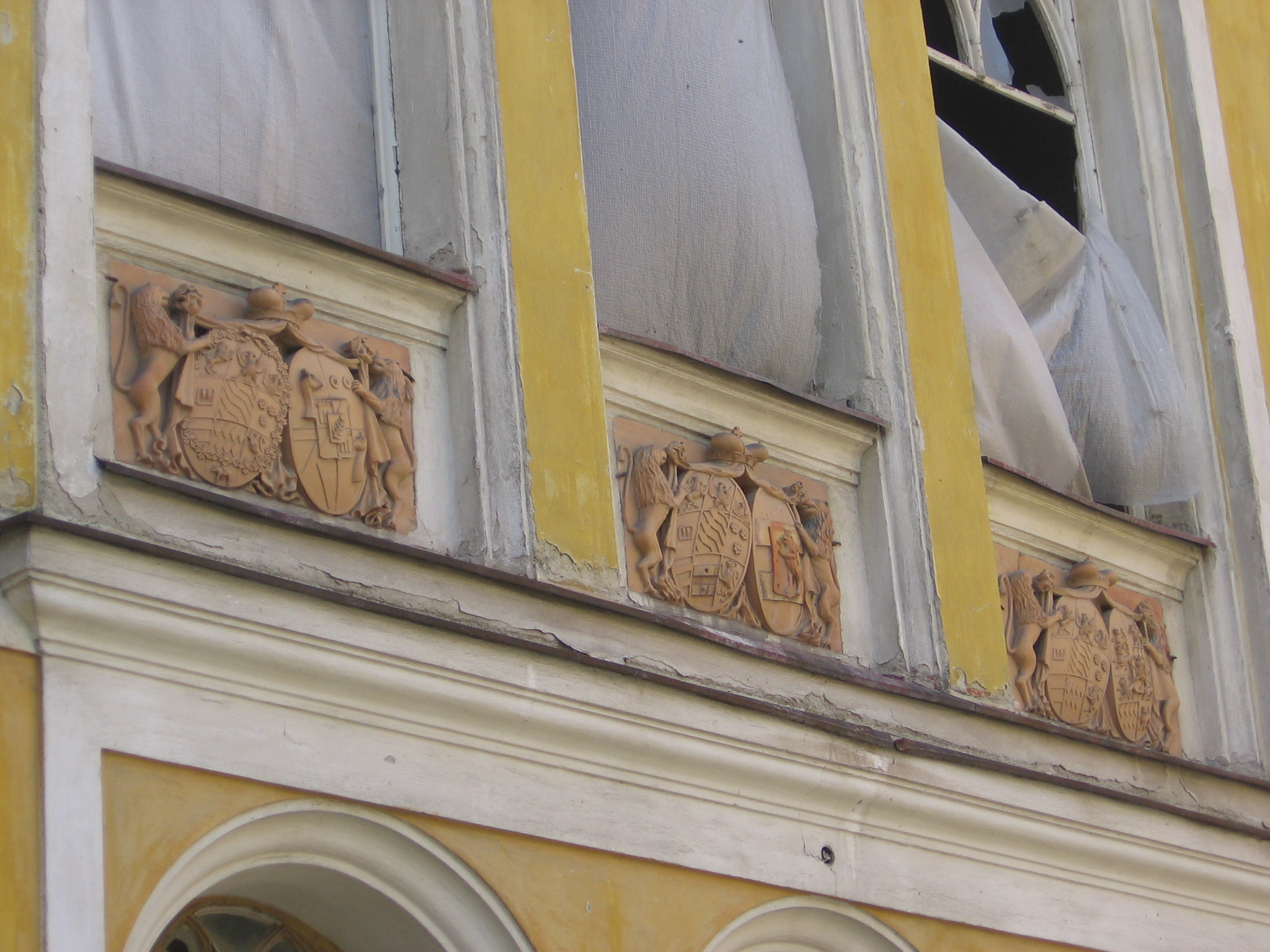
Részlet a várból